# ASCII (magazine)
Pour les articles homonymes, voir ASCII (homonymie).
ASCII (アスキー) est un ancien magazine de micro-informatique japonais, publié par ASCII Corporation à partir de 1977. Il est orienté pour les utilisateurs professionnels qui utilisent un ordinateur personnel chez eux ou au travail, mais il traite aussi régulièrement de jeu vidéo et de musique assistée par ordinateur. Il est aussi connu sous le nom Monthly ASCII (月刊アスキー) et distingué de Weekly ASCII (週刊アスキー), créé en 1997. ASCII est ensuite renommé en Business ASCII (ビジネスアスキー) en 2008, puis cesse de publier en 2010. Weekly ASCII cesse quant à lui de paraître en 2015. Un site d'informations est toujours actif.
LOGiN (ログイン) , un magazine de jeux informatiques, est publié pour la première fois en tant que numéro supplémentaire de l'ASCII en 1982, et Famitsu (ファミ通)  est une branche de LOGiN.

## Historique

Expéditions japonaises de PC par styles de conceptions entre 1983 et 1993.

En 1976, NEC sort le TK-80, un kit d'ordinateur à carte unique, et il est devenu populaire parmi les amateurs au Japon. Kazuhiko Nishi (西 和彦)  rejoint la fondation du premier magazine japonais de micro-informatique I/O en tant que rédacteur en chef lorsqu'il est étudiant à l'université Waseda. Les I/O sert initialement d'informations pour les systèmes de micro-ordinateurs assemblés avec quelques colonnes de jeux vidéo. Avec le développement du  marché du jeu vidéo, il se déplace vers un magazine de jeux vidéo. En revanche, Nishi considère que les ordinateurs personnels devaient avoir bien plus de potentiel que les jeux vidéo.
En avril 1977, Nishi quitte l'entreprise, emprunte de l'argent à sa grand-mère et visite la West Coast Computer Faire à San Francisco. Cela lui fait réaliser la différence entre le Japon et les États-Unis, où se déroule alors le début de la révolution de l'ordinateur personnel.
Le 24 mai 1977, Nishi fonde ASCII Publishing Corporation (株式会社アスキー出版)  avec ses amis, Keiichiro Tsukamoto (塚本 慶一郎)  et Akio Gunji (郡司 明郎) . Ils publient l'ASCII en tant que magazine de micro-ordinateurs pour les entreprises, tandis que l'I/O était destiné aux amateurs. Le premier numéro se vend à 5 000 exemplaires. Il est devient ensuite l'un des magazines informatiques les plus populaires dans les années 1980 au Japon. En 1999, le magazine atteint son plus grand tirage avec 170 000 exemplaires.